# Капан (Франция)
Капа́н (фр. и окс. Capens) — коммуна во Франции, находится в регионе Юг — Пиренеи. Департамент — Верхняя Гаронна. Входит в состав кантона Карбон. Округ коммуны — Мюре.
Код INSEE коммуны — 31104.

## География
Коммуна расположена приблизительно в 620 км к югу от Парижа, в 34 км к юго-западу от Тулузы.
По территории коммуны протекает река Гаронна.

## Климат
Климат умеренно-океанический. Зима мягкая и снежная, весна характеризуется сильными дождями и грозами, лето сухое и жаркое, осень солнечная. Преобладают сильные юго-восточные и северо-западные ветры.

## Население
Население коммуны на 2010 год составляло 559 человек.
| 1962 | 1968 | 1975 | 1982 | 1990 | 1999 | 2010 |
| ---- | ---- | ---- | ---- | ---- | ---- | ---- |
| 247  | 238  | 247  | 238  | 253  | 285  | 559  |

## Администрация
| Период | Период | Фамилия      | Партия | Примечания |
| ------ | ------ | ------------ | ------ | ---------- |
| 2001   | 2014   | Жерар Ривьер |        |            |
| 2014   | 2020   | Ришар Дан    |        |            |

## Экономика
В 2010 году среди 340 человек трудоспособного возраста (15—64 лет) 278 были экономически активными, 62 — неактивными (показатель активности — 81,8 %, в 1999 году было 75,0 %). Из 278 активных жителей работали 260 человек (140 мужчин и 120 женщин), безработных было 18 (7 мужчин и 11 женщин). Среди 62 неактивных 30 человек были учениками или студентами, 17 — пенсионерами, 15 были неактивными по другим причинам.